# Chordovirus
Genre
Espèces de rang inférieur
- espèce-type : Carrot Ch virus 1

Chordovirus est un genre de virus de la famille des Betaflexiviridae, sous-famille des Trivirinae, qui comprend deux espèces acceptées par l'ICTV, dont l'espèce-type, Carrot Ch virus 1. Ce sont des virus à ARN simple brin à polarité positive, rattachés au groupe IV de la classification Baltimore. Les virions sont en forme de filaments flexueux. Ces virus infectent des plantes (Phytovirus).

## Caractéristiques
Les virions, non enveloppés, sont en forme de filaments flexueux, mesurant 640 à 760 nm de long et 10 à 12 nm de diamètre, à symétrie hélicoïdale.
Le génome est constitué d'une molécule d'ARN monocaténaire (à simple brin) de sens positif d'environ 8  kb. L'extrémité 3' est polyadénylée. Cet ARN code trois protéines.

## Liste des espèces et non-classés
Selon NCBI (16 février 2021) :
- Carrot Ch virus 1 ;
- Carrot Ch virus 2 ;
- non-classé :
  - Surrounding non-legume associated chordovirus.